# Gaston Jèze
Pour les articles homonymes, voir Jèze.
Gaston Jèze (Toulouse, 2 mars 1869 – Deauville, 5 août 1953) est un professeur de droit public français, président de l'Institut de droit international, fondateur et directeur de la Revue de science et de législation financière (à partir de 1903), directeur de la Revue du droit public (de 1904 à 1953).
Gaston Jèze fut l'un des principaux promoteurs de la science financière comme enseignement autonome dans les universités. Dans les milieux universitaires, il est souvent considéré comme le « pape » des finances publiques. C'est également l'un des juristes qui a contribué à remplacer la notion de puissance publique par celle de service public comme justification de l'État et du droit public, ce qui explique qu'on le rattache généralement à l'« École du service public » de Léon Duguit. Son engagement dans le conflit qui opposa au milieu des années 1930 l'Éthiopie à l'Italie mussolinienne aura comme conséquence des attaques de la part d'une jeunesse étudiante en majorité acquise alors aux idéaux d'une droite nationaliste et xénophobe.

## Un universitaire renommé
Spécialiste de finances publiques et de droit administratif, Gaston Jèze fut l'un des premiers universitaires à revendiquer une étude des phénomènes juridiques comme des phénomènes financiers qui tienne compte de tous les facteurs, qu'ils soient juridiques, économiques, financiers, sociaux ou politiques. Positiviste convaincu, il promeut à de nombreuses reprises dans son œuvre la nécessité d'effectuer une étude scientifique des "faits" soigneusement séparée du point de vue politique que l'on tient sur ces mêmes faits. Il s'élève également contre les "dogmes métaphysiques" qui continuent selon lui de polluer la science juridique ou la science financière. Ce strict positivisme le conduira d'ailleurs à se désolidariser sur de nombreux points de Léon Duguit, pourtant élevé au rang de "Chef d'école" par Jèze lui-même. 
Dans le domaine des sciences économiques, il est reconnu comme celui ayant fait des finances publiques une véritable branche de l'analyse économique, notamment à travers sa loi dite "loi d'équilibre" ou "loi de Jèze".

## Un candidat malheureux aux législatives
En 1919, lors de la législatives au scrutin de liste, Jèze se présente en Guadeloupe sur la liste du Parti socialiste colonial. Les résultats officiels du dépouillement lui donnent quatre voix pour toute la colonie sur 16 160 suffrages exprimés. La liste gagnante est celle de l'Union républicaine, socialiste et radicale conduite par Gratien Candace et Boisneuf (Achille René-Boisneuf). 

## Gaston Jèze, partisan de la démocratie et du libéralisme politique

### Un juriste républicain
Gaston Jèze ne manque pas d'affirmer dans ses ouvrages la supériorité de la démocratie sur les régimes autoritaires. Néanmoins, sa position est nuancée, puisque d'après lui les avantages procurés par la démocratie sont d'ordre procédural plutôt que substantiel, c'est-à-dire liés à la procédure publique et contradictoire qui accompagne la prise de décision. Et, bien que libéral politiquement, il ne se prive pas de critiquer les errements "démagogiques" du régime de la IIIe République, et il n'a que peu d'estime pour le personnel politique de son époque.

### Un universitaire anti-nazi
En 1933, Jèze est, avec les universitaires René Capitant et René Cassin, l'un des premiers grands juristes français et professeur de droit, à protester contre les mesures antisémites du régime nazi. Il publie en 1944, une note sur "La définition légale du Juif au sens des incapacités légales".

### Le conseiller juridique de l'empereur d'Éthiopie
Sa notoriété a dépassé le cadre universitaire après qu'il eut accepté d'être le conseiller d'Hailé Sélassié, empereur d'Éthiopie, chassé d'Addis-Abeba par les troupes italiennes de Benito Mussolini durant la seconde guerre italo-éthiopienne. 
Ainsi, dès le 10 janvier 1936, à la reprise des cours, il est accueilli aux cris de "Jèze démission ! Jèze dehors !" et même "À mort le juif Jèze !" bien qu'il ne fût pas juif. Les jeunes étudiants de l'Action française et des Jeunesses patriotes sont alors les plus véhéments et durant près de deux mois ont lieu des affrontements entre  étudiants pro et anti-Jèze. Parmi  les manifestants hostiles figurait le jeune François Mitterrand, alors volontaire national chez le colonel François de la Rocque.
Ce n'est certainement pas sa sévérité en tant que professeur qui lui vaut ces attaques mais bien son rôle de conseil auprès du Négus dans sa confrontation contre Mussolini. Il était devenu à son corps défendant le symbole du Droit et de l'anti-colonialisme en étant le défenseur de la cause éthiopienne devant la Cour permanente de justice internationale de La Haye, et de fait la cible de l'extrême droite.
C'est le 5 mars 1936 que la droite nationaliste française organisa sa plus grande manifestation exigeant sa démission. La présence parmi les manifestants de François Mitterrand est attestée par l'ouvrage de Pierre Péan Une jeunesse française. Jèze, à l'époque encore catalogué comme un républicain de gauche, devra se cacher tout le long de son séjour à La Haye pour éviter d'être la cible d'un assassinat.
Cette hostilité provient également du rôle joué contre Jèze par un de ses rivaux académiques, Joseph Barthélemy, futur ministre de la justice sous Vichy, incitant les camelots du roi à perturber les cours de son confrère.

## Ouvrages notables
- Cours de science des finances et de législation financière française, Giard, Paris 1922
- Cours de droit public, un vol. par année, Giard puis LGDJ, de 1913 jusqu'en 1936
- Éléments de la science des finances (1896 - rééd. plusieurs fois jusqu'en 1902) coauteur Max Boucard
- Étude théorique et pratique sur l'occupation comme mode d'acquérir des territoires en droit international, thèse, Paris 1896
- Les dépenses de guerre de la France (PUF, 1926) (critique de la politique financière de la France pendant la Première Guerre mondiale)
- La Stabilisation des monnaies, (Paris 1932)
- Les principes généraux du droit administratif (3 volumes) : La technique juridique du droit public français (vol. 1) ; La notion de service public (vol. 2), L'entrée au service public : le statut des agents publics (vol. 3), rééd. Dalloz, 2004 (vol. 2 et 3) et 2005 (vol. 1)
- Théorie générale des contrats de l'administration (3 volumes), éd. Giard, 1934 (vol. 4) et LGDJ, 1936 (vol. 5 et 6)

## Citations
- Le recours pour excès de pouvoir est « l'arme la plus efficace, la plus économique et la plus pratique qui existe au monde pour défendre les libertés individuelles »[9].

- On attribue souvent à Gaston Jèze la formule suivante : L'impôt est une prestation pécuniaire requise des particuliers par voie d'autorité, à titre définitif et sans contrepartie, en vue de la couverture des charges publiques (v. par exemple, Encyclopedia Universalis, 1996, v° Impôt, vol. 11, p. 1001). En réalité, cette définition serait due à Georges Vedel[10].

- La véritable définition que Gaston Jèze a donnée de l'impôt est la suivante : Une prestation de valeurs pécuniaires exigée des individus d’après des règles fixes, en vue de couvrir des dépenses d’intérêt général, et uniquement à raison du fait que les individus qui doivent les payer sont membres d’une communauté politique organisée[11].

- L'argent brûle les doigts de ceux qui le manipulent, notion à l'origine de la séparation entre ordonnateurs et comptables publics.

- En politique, il n'y a pas de justice[12].
- Il y a des dépenses, il faut les couvrir. (Énoncé du principe que l'État ne devrait pas dépenser plus que ses recettes, principe fondamental de finances publiques appelé aussi Loi d'équilibre ou Loi de Jèze).
- L’intérêt particulier doit s’incliner devant l’intérêt général[13].